# Młotkowo
Młotkowo (prononciation : [mwɔtˈkɔvɔ]) est un  village polonais de la gmina de Wysoka dans le powiat de Piła de la voïvodie de Grande-Pologne dans le centre-ouest de la Pologne.
Il se situe à environ 6 kilomètres au nord-est de Wysoka (siège de la gmina), 30 kilomètres à l'est de Piła (siège du powiat), et à 91 kilomètres au nord de Poznań (capitale de la Grande-Pologne).

## Histoire
De 1975 à 1998, le village faisait partie du territoire de la voïvodie de Piła.

Depuis 1999, Młotkowo est situé dans la voïvodie de Grande-Pologne.
Le village possède une population d'environ 280 habitants en 2012.